# 64' Le Monde en français
64' Le Monde en français (ou 64 minutes, Le Monde en français) est un journal télévisé grand format, une émission d'information de TV5 Monde, diffusée depuis le 27 octobre 2013, du lundi au dimanche de 18h00 à 19h04 principalement en direct. La présentation est assurée par Mohamed Kaci en semaine, du lundi au jeudi. Et du vendredi au dimanche, successivement, par Xavier Lambrechts, Silvia Garcia, Estelle Martin et Clémentine Pawlotsky. 
Grande édition internationale en langue française, 64' Le Monde en français met l'accent sur l'actualité mondiale, l'actualité francophone, culturelle, politique, économique, sociale, et sociétale ainsi que sur l'information développée par les partenaires historiques de TV5 Monde : la RTBF, la RTS, Radio Canada, Télé-Québec, France 2, France 3.

## Articulation de64' Le Monde en français
Première partie : de 18H à 18H23, heure de Paris.
- 64' Le Monde en français démarre avec un sommaire du journal, suivi des titres de l'actualité puis du développement des informations « news ».
- Vient ensuite le « Fait du Jour », un fait marquant de l'actualité sélectionné par la rédaction et plus longuement développé.
- La « Une Francophone » est la rubrique suivante, avec un "zapping" intitulé « Vu d'ici, vues d'ailleurs » qui balaye les temps forts de l'actualité du monde francophone développés par journaux télévisés des rédactions partenaires de TV5 Monde. Après ce zapping, deux possibilités. Soit un reportage qui fait la Une dans un pays francophone, avec derrière un éclairage ou un témoignage sur le sujet choisi; soit le témoignage d'un invité en plateau, généralement une personnalité issue du monde culturel (écrivain, poète, artiste...) et qui a un parcours francophone.
- Le Journal de l’Économie.

Deuxième partie : de 18H30 à 19H04, heure de Paris.
- La Deuxième partie débute par un rappel des titres de l'actualité internationale.
- Après le rappel des titres, vient le Grand Angle du « 64 Minutes », avec un long entretien avec un Grand Témoin ou deux (13 minutes, avec parfois un reportage). Ce Grand Témoin est un invité qui peut être un acteur majeur du monde francophone, une figure politique de premier plan, un scientifique, un artiste, un chercheur, un grand reporter, un écrivain, un intellectuel polémiste, une personnalité issu du monde de la culture ou une personnalité engagée impliquée dans le monde associatif.
- Le Journal de la Culture intitulé « Demandez le Programme » dure 4 minutes. Il privilégie l'actualité culturelle francophone mais le monde en français aussi les temps forts de l'actualité culturelle des 4 coins du monde.
- Vient ensuite l'invité de Patrick Simonin : un tête à tête de 8 minutes avec une personnalité.
- Vient ensuite à 19H, heure de Paris, un deuxième rappel de titres.
- Un Best of intitulé « L'Essentiel » est ensuite diffusé. Il dure un peu plus de deux minutes et clôt le journal.